# Lim Yong-kyu
Lim Yong-kyu (koreanisch 임용규; * 18. Juni 1991 in Andong) ist ein südkoreanischer Tennisspieler.

## Karriere
Lim Yong-kyu konnte auf der Junior-Tour erste kleinere Erfolge feiern, indem er unter anderem 2007 die Asian Closed Junior Tennis Championships sowie die Korea International Junior Championships im Doppel gewinnen konnte. Aus diesem Jahr stammt auch sein bestes kombiniertes Ranking mit einem 49. Platz.
Auf der Profitour spielte er bereits 2006 mit 15 Jahren seine ersten Turniere auf der drittklassigen ITF Future Tour und konnte zwei Jahre später dort seinen ersten Erfolg im Doppel feiern. Insgesamt konnte er auf der Future Tour jeweils elf Einzel- und Doppeltitel gewinnen. Auf der ATP Challenger Tour schaffte er in Busan seinen größten Erfolg. Er erhielt eine Wildcard sowohl für das Einzel- als auch für das Doppelfeld. Während er im Doppel bereits im Viertelfinale scheiterte, konnte er sich im Einzel ohne einen Satzverlust ins Finale spielen. Dort traf er auf den zweitgesetzten Lu Yen-hsun, der zum damaligen Zeitpunkt den 91. Platz in der Weltrangliste innehatte. Lim konnte seine überzeugenden Vorstellungen aus den Runden davor fortsetzen und setzte sich klar mit 6:1, 6:4 durch. Diesen Erfolg konnte er nicht wiederholen, er schaffte lediglich noch einen Halbfinaleinzug. Im Doppel konnte er bislang noch keine Turniererfolge feiern, ihm gelangen nur zwei Finalteilnahmen, die er beide verlor.
2009 debütierte Lim für die südkoreanische Davis-Cup-Mannschaft im Viertelfinale gegen Usbekistan. Er hat eine Einzelbilanz von 11:8 und eine Doppelbilanz von 4:6. Sowohl im Einzel als auch im Doppel schaffte er nie den Sprung in die Top 200 der Weltrangliste und hat als beste Einzelplatzierung einen 257. Platz sowie einen 212. Platz im Doppel aus dem Jahr 2014 vorzuweisen.

## Erfolge
| Legende (Anzahl der Siege)  |
| Grand Slam                  |
| ATP World Tour Finals       |
| ATP World Tour Masters 1000 |
| ATP World Tour 500          |
| ATP World Tour 250          |
| ATP Challenger Tour (1)     |

### Einzel

#### Turniersiege
| Nr. | Datum        | Turnier | Belag     | Finalgegner | Ergebnis |
| --- | ------------ | ------- | --------- | ----------- | -------- |
| 1.  | 16. Mai 2010 | Busan   | Hartplatz | Lu Yen-hsun | 6:1, 6:4 |